# Transportér (Star Trek)

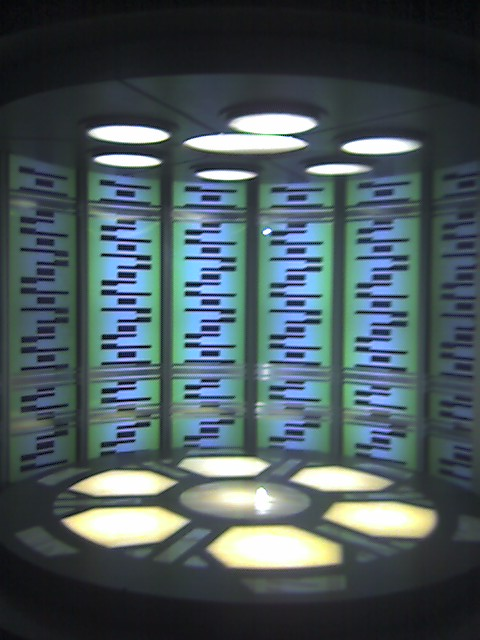
Transportéry na palubě USS Enterprise NCC-1701-D

Transportér nebo také Transportní jednotka je fiktivní zařízení, které se vyskytuje na lodích a základnách ve světě Star Treku. Slouží k rychlému přenosu živých osob nebo věcí. Proces funguje na bázi teleportace. Protože hvězdné lodě, jako například USS Enterprise (NCC-1701) nepřistávají na planetách, ale pouze krouží po oběžné dráze a zpravidla nevyužívají menší plavidla pro dopravení posádky a zásob na zem, jsou vybaveny transportéry pro rychlý přesun na povrch planety.
Poprvé se transportní zařízení objevilo hned v pilotním díle seriálu Star Trek: The Original Series s názvem Klec. Tento díl měl svou premiéru o více než 20 let po dílu druhém (Kam se dosud člověk nevydal), kde se transportér vyskytoval samozřejmě také.

## Funkce
Transportér pracuje stejně jako teleport, tedy rozloží přenášený objekt na miniaturní části, které následně sestaví na cílovém místě. Transportní jednotka musí být přítomna alespoň na jedné straně cesty. Není tedy nezbytně nutné přenášet objekty z transportéru do transportéru, což je výhoda jednak u neobydlených nebo zaostalejších planet, ale také při nouzovém úniku ze stávajícího místa.
Objekt určený k přenosu je nutné zaměřit transportním paprskem. Ten mohou blokovat různé rušičky nebo třeba jenom několik metrů horniny (jeskyně). Pro zaměření transportního paprsku je vhodné, aby přenášený objekt byl nehybný, ale je možné zachytit například i bytost ve fázi volného pádu.
Transportní jednotky Spojené federace planet mají svá omezení. Není možné přenést cokoliv na příliš velkou vzdálenost, např. meziplanetárně.
Zajímavostí je, že zhmotnění nemusí proběhnout okamžitě po rozložení transportované osoby, ale svým způsobem je možné transportovaného "uložit" do paměti a nechat zhmotnit po určité době.
Transportní jednotky rovněž disponují filtry, schopnými rozpoznat u přenášené osoby výskyt mnoha nemocí (viry, bakterie, paraziti), nebo zbraní a zabránit jejich zhmotnění spolu s cílovou osobou (= odstranit je).

### Závady na transportéru
Jako každé zařízení i transportní jednotka může mít poruchu.
- V epizodě seriálu Nepřítel v nás transportér po kontaminaci neznámou látkou rozděloval u živých bytostí osobnost a vytvořil po zhmotnění jedince jeho identickou kopii, která byla představitelem zlé části onoho jedince.
- V epizodě Zrcadlo, zrcadlo bylo transportní zařízení ovlivněno magnetickou bouří a při přenosu osob propojilo Paralelní vesmíry.
- Epizoda Nepřirozený výběr ukázala, kterak transportní zařízení lze využít obnově poškozené DNA ze zálohy transportéru.
- Ve Star Trek: Nová generace se při transportu kapitán Picard, Guinan, Keiko a Ro Laren zhmotnili jako děti. Mohlo za to rušení před výbuchem raketoplánu.
- Ve Star Trek: Enterprise Hoshi Sato uvízla na pár sekund v transportéru. Jí se to zdálo jako několik dnů, při kterých byla na lodi neviditelná. Byl to vedlejší efekt uvíznutí.

V celovečerním filmu Star Trek (1979) se objevilo riziko transportu. Špatné zhmotnění živých bytostí způsobilo nekorektní sestavení transportovaných osob a tím jejich smrt.